# We the Kings
We the Kings ist eine US-amerikanische Pop/Rock-Band aus Bradenton, Florida. Mit ihrem gleichnamigen Album erreichten sie im Jahr 2007 Platz 151 der Billboard 200. Ihr zweites Studioalbum erschien im Dezember 2009. Seitdem geht die Gruppe auf eine Vielzahl von Tourneen. Im Juli 2011 erschien ihr drittes Studioalbum mit dem Titel „Sunshine State of Mind“, mit dem sie zum ersten Mal größeren kommerziellen Erfolg erzielten. Sie touren seitdem noch mehr und treten vor allem bei Musikfestivals und bei Tourneen von anderen Bands (wie z. B. Simple Plan) als Vorband auf.
Sie haben außerdem eine Webseries auf YouTube, mit dem Namen „The King’s Carriage“, die den Fans einen Einblick in das Leben der Band gibt.

## Geschichte
Travis Clark, Hunter Thomsen, sein Bruder Drew Thomsen und Danny Duncan waren seit ihrer Kindheit Freunde und gründeten in der High-School ihre Band, aus welcher 2003 We the Kings wurde.
Unter der Leitung ihres Managers Hunter Thomsen veröffentlichten die vier im Jahr 2007 einige ihrer Songs in dem sozialen Netzwerk Purevolume, während man mit S-Curve Records einen Plattenvertrag aushandelte. 2005 veröffentlichte We the Kings ihr gleichnamiges Debütalbum, welches von Sam Hollander produziert wurde, der bereits für Gym Class Heroes und Plain White T’s gearbeitet hatte. Vier Jahre später folgte das zweite Studioalbum Smile Kid. 2011 wurde das 3. Studioalbum veröffentlicht, das Sunshine State of Mind heißt. Es erreichte den 45. Platz in den amerikanischen Charts.

## Tourneen

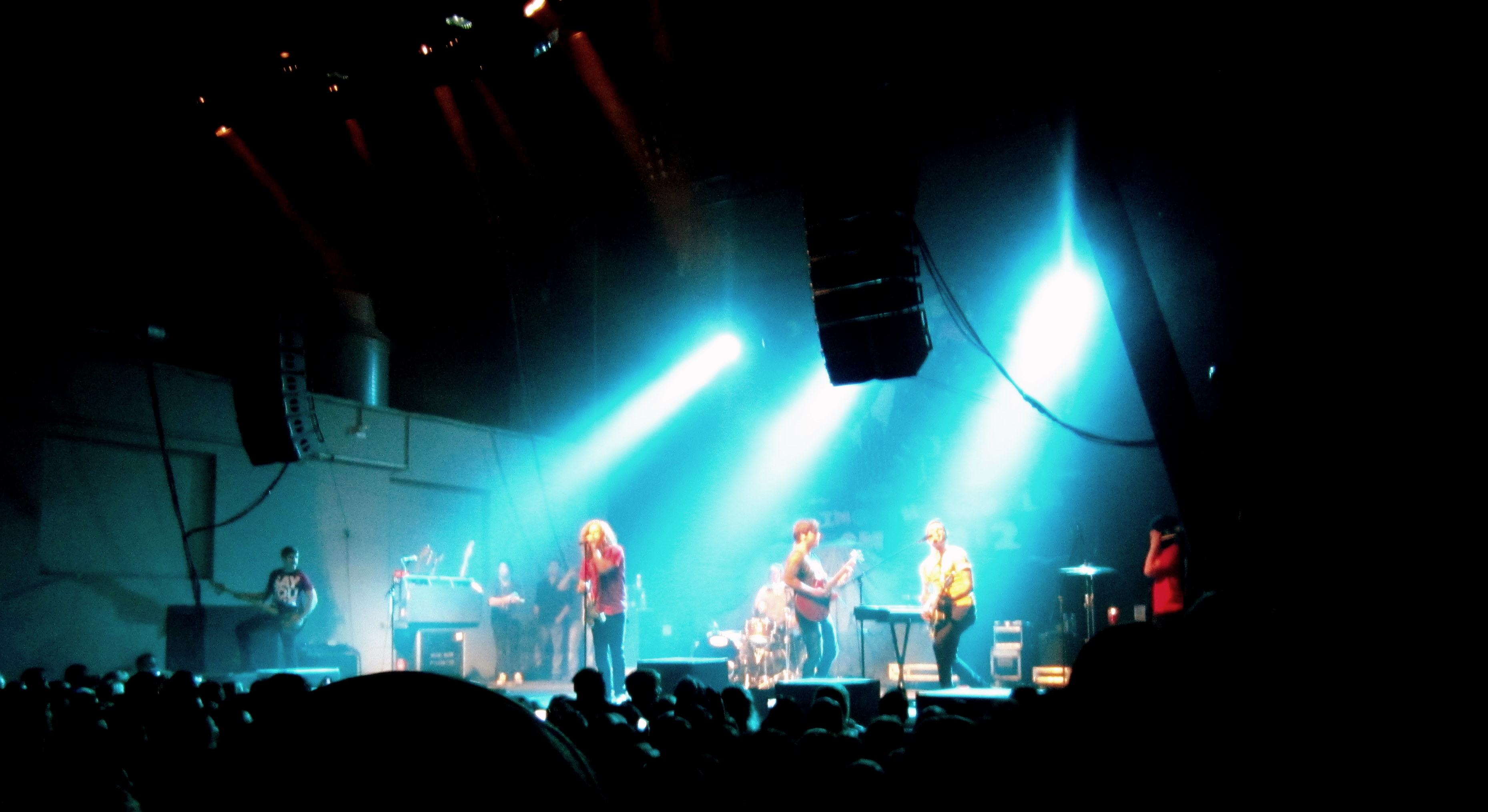
We the Kings im März 2012 im Kesselhaus in München

Die erste Tour der Band war mit der Band „Don't Die Cindy“, welche 2005 noch unter dem alten Namen der Band De Soto erfolgte. Im Herbst 2005 gingen sie mit der damals noch unbekannten Band Boys Like Girls auf Tour. We the Kings waren auch bei der Tour Long Hair Don't Care vertreten, wo sie mit Valencia, The Cab, Sing it Loud und Charlotte Sometimes, die im März und April 2006 stattfand. Im Mai und Juni dieses Jahres traten sie als Vorband von Cute Is What We Aim For und Boys Like Girls auf deren Tournee durch Großbritannien auf.
Im Herbst 2007 traten sie auf einer Tour mit dem Namen Tourzilla mit Boys Like Girls, All Time Low und The Audition. Außerdem traten We the Kings bei allen Shows der Warped Tour 2008 auf. Am 30. August 2008 spielten sie nach einem Spiel der Tampa Bay Rays auf dem Feld und wurden damit Teil der Rays Summer Concert Series. Nach dem Ende der Warped Tour tourten sie mit The Academy Is... durch Großbritannien und die Vereinigten Staaten.
Im Februar 2009 gingen sie mit The Maine, The Cab, There for Tomorrow und VersaEmerge auf die Secret Valentine Tour. 2009 waren sie ebenfalls Teil der 2009 Baboozle Roadshow Tour, bei der sie durch die gesamten USA tourten. Auf dieser Tour waren auch Forever the Sickest Kids, The Cab, Never Shout Never und Mercy Mercedes vertreten. Am 8. Juli 2009 begannen sie ihre Tour mit All Time Low, Cartel und Days Difference. Sie spielten außerdem wieder auf der Warped Tour.
Im März 2010 traten We The Kings als Vorband von You Me at Six auf deren Tour durch Großbritannien auf. Außerdem waren sie wieder bei der Warped Tour vertreten. Im April 2010 spielte die Band ein Benefizkonzert mit der Pop-Punk-Band Voted Most Random in New Haven, Connecticut. Bei diesem Konzert wurden tausende Dollar für die „ClearWater Initiative“ gesammelt, was gleichzeitig die bisher größte Spende an die Organisation ist. Im Februar 2011 gingen sie auf ihre erste eigene Tour durch das Vereinigte Königreich, bei der sie zehn Konzerte gaben. Einige der Konzerte, wie zum Beispiel das in Manchester waren ausverkauft. Im selben Monat hatten sie auch noch einige Auftritte auf den Philippinen mit The Maine und Never Shout Never. Im April 2011 gingen sie auf Tournee durch Australien. Vorbands auf dieser Tour waren wieder The Maine und Never Shout Never. Die Konzerte in Melbourne und Sydney waren ausverkauft. Im Anschluss an die Veröffentlichung der Single Friday Is Forever gingen sie auf die nach selbiger benannten Tour. Auf dieser Tour waren auch The Summer Set, The Downtown Fiction, Hot Chelle Rae und Action Item vertreten.
Anfang 2012 waren We The Kings auf Tour durch Europa mit Simple Plan, auf der sie in Spanien, Finnland, der Schweiz, den Niederlanden, Deutschland, Frankreich, Ungarn, Serbien, Italien, Portugal und Großbritannien auftraten. Im Juni 2012 tourte die Band, wieder mit Simple Plan, durch den Osten Australiens. Außerdem standen We The Kings wieder auf der Warped Tour auf der Bühne.

## Diskografie

### Studioalben
| Jahr | Titel                  | Höchstplatzierung, Gesamtwochen, AuszeichnungChartplatzierungen (Jahr, Titel, Platzierungen, Wochen, Auszeichnungen, Anmerkungen) | Höchstplatzierung, Gesamtwochen, AuszeichnungChartplatzierungen (Jahr, Titel, Platzierungen, Wochen, Auszeichnungen, Anmerkungen) | Anmerkungen                             |
| Jahr | Titel                  | UK | US | Anmerkungen                             |
| ---- | ---------------------- | --- | --- | --------------------------------------- |
| 2007 | We the Kings           | — | US151 Gold · (15 Wo.)US | Erstveröffentlichung: 2. Oktober 2007   |
| 2009 | Smile Kid              | — | US112 (3 Wo.)US | Erstveröffentlichung: 8. Dezember 2009  |
| 2011 | Sunshine State of Mind | — | US45 (2 Wo.)US | Erstveröffentlichung: 5. Juli 2011      |
| 2013 | Somewhere Somehow      | UK88 (1 Wo.)UK | US44 (3 Wo.)US | Erstveröffentlichung: 16. Dezember 2013 |
| 2015 | Strange Love           | — | US137 (1 Wo.)US | Erstveröffentlichung: 20. November 2015 |

Weitere Alben
- 2014: Stripped
- 2016: So Far
- 2018: Six

### EPs
- 2006: Between the Ink and the Paper
- 2008: Secret Valentine
- 2012: Party, Fun, Love, and Radio
- 2013: Friday Is Forever

### Singles
| Jahr | Titel Album                           | Höchstplatzierung, Gesamtwochen, AuszeichnungChartplatzierungen (Jahr, Titel, Album, Platzierungen, Wochen, Auszeichnungen, Anmerkungen) | Höchstplatzierung, Gesamtwochen, AuszeichnungChartplatzierungen (Jahr, Titel, Album, Platzierungen, Wochen, Auszeichnungen, Anmerkungen) | Anmerkungen                                          |
| Jahr | Titel Album                           | UK | US | Anmerkungen                                          |
| ---- | ------------------------------------- | --- | --- | ---------------------------------------------------- |
| 2008 | Check Yes Juliet We the Kings         | UK— SilberUK | US70 ×3Dreifachplatin · (11 Wo.)US | Erstveröffentlichung: 4. Februar 2008                |
| 2010 | We’ll Be a Dream Smile Kid            | — | US76 (6 Wo.)US | Erstveröffentlichung: 2. März 2010 feat. Demi Lovato |
| 2013 | Just Keep Breathing Somewhere Somehow | UK66 (1 Wo.)UK | US92 (1 Wo.)US | Erstveröffentlichung: 5. April 2013                  |

Weitere Singles
- 2007: Skyway Avenue (US: Gold)
- 2008: Secret Valentine (US: Gold)
- 2009: Heaven Can Wait
- 2011: She Takes Me High
- 2011: Friday Is Forever
- 2011: Say You Like Me (US: Platin)
- 2013: Find You There
- 2013: Any Other Way
- 2013: Art of War
- 2015: Runaway
- 2015: Love Again
- 2016: The Story of Tonight
- 2016: Ally
- 2016: Sad Song (UK: Silber, US: ×2Doppelplatin )
- 2017: Stay Young

## Auszeichnungen für Musikverkäufe
| Goldene Schallplatte - Australien - 2012: für die Single Say You Like Me Platin-Schallplatte - Australien - 2011: für das Album We the Kings - 2021: für die Single Sad Song | 3× Platin-Schallplatte - Australien - 2024: für die Single Check Yes Juliet Diamantene Schallplatte - Brasilien - 2022: für die Single Sad Song |

Anmerkung: Auszeichnungen in Ländern aus den Charttabellen bzw. Chartboxen sind in ebendiesen zu finden.
| Land/RegionAuszeichnungen für Musikverkäufe (Land/Region, Auszeichnungen, Verkäufe, Quellen) | Silber     | Gold     | Platin       | Diamant  | Verkäufe  | Quellen             |
| -------------------------------------------------------------------------------------------- | ---------- | -------- | ------------ | -------- | --------- | ------------------- |
| Australien (ARIA)                                                                            | —          | Gold1    | 5× Platin5   | —        | 385.000   | aria.com.au         |
| Brasilien (PMB)                                                                              | —          | —        | —            | Diamant1 | 160.000   | pro-musicabr.org.br |
| Vereinigte Staaten (RIAA)                                                                    | —          | 3× Gold3 | 6× Platin6   | —        | 7.500.000 | riaa.com            |
| Vereinigtes Königreich (BPI)                                                                 | 2× Silber2 | —        | —            | —        | 400.000   | bpi.co.uk           |
| Insgesamt                                                                                    | 2× Silber2 | 4× Gold4 | 11× Platin11 | Diamant1 |           |                     |

## Auszeichnungen
We the Kings waren 2008 mit ihrem gleichnamigen Studioalbum bei den MTV Video Music Awards in der Kategorie „Best New Artist“ nominiert und gewannen mit ihrem Werk eine Auszeichnung der „Top In Rock Awards“ in der Kategorie „Best Pop Punk Artist“. Außerdem waren sie mit ihrer Single „We'll Be a Dream“ im Jahr 2010 bei den Teen Choice Awards in der Kategorie „Choice Hook Up“ nominiert.